# Centre Catòlic (Vilanova i la Geltrú)
El Centre Catòlic és un edifici del municipi de Vilanova i la Geltrú (Garraf) protegit com a bé cultural d'interès local.

## Descripció
És un edifici entre mitgeres, de planta rectangular i que fa cantonada entre els carrers de Sant Gervasi i de Cervantes, consta de planta baixa i un pis. La coberta és a dues vessants. Les façanes presenten obertures allindanades i elements decoratius d'inspiració clàssica, com les mènsules dels balcons, esculpides amb figures dels diferents oficis artesanals. L'emmarcament dels balcons és de pedra. Hi ha una sala interior amb platea, un pis de llotges perimetrals i escenari. A la façana lateral hi ha una galeria.

## Història
Els socis de la societat "Casino Artesà" van finançar el 1857 la construcció d'aquest edifici per a local social. Van ocupar-lo fins a l'any 1879, quan es van traslladar a un altre edifici de la Rambla. Posteriorment, l'antic casino va ser seu de la institució "Ateneu de Vilanova" i del "Círcol Catòlic". L'any 1983 es realitzaren obres de remodelació interior segons projecte de l'arquitecte Cyril Innes Nunday.
El 1985 el pintor Armand Cardona Torrandell creà la gran pintura mural "Murs de Teatre" per al Círcol Catòlic, en la qual pintà a l'Esperanceta Trinquis juntament amb altres personatges de Ronda de mort a Sinera de Salvador Espriu i de La bona persona de Sezuan de Bertolt Brecht, entre d'altres.
L'Escotillo G.T és el grup de teatre del Círcol Catòlic. El 2016 va rebre el Premi Arlequí de la Federació de Grups Amateurs de Teatre de Catalunya per la seva continuïtat i excel·lent trajectòria teatral en l'estrena de diversos espectacles cada temporada.